# Воронін Володимир Васильович
Володимир Васильович Воронін (15 липня (27 липня) 1870 — 11 листопада 1960) — патофізіолог, професор, почесний академік АН Грузії, заслужений діяч науки Грузинської РСР (1940).

## Біографія
Народився у селі Нікольському Тульської губернії в родині агронома. У 1888 закынчив тульську гімназію і поступив до Московського університету, який закінчив у 1893, працював там же. У студентські роки займався дослідженнями під керівництвом зоолога М. Ю. Зографа, гістолога О. І. Бабухіна та терапевта Г. А. Захар'їна. Учень професора О. Б. Фохта. У 1896—1897 був відряджений до наукових лабораторій Франції та Німеччини. У 1897 закінчив докторську дисертацію «Исследования о воспалении» ((рос.)). З 1908 по 1923 рр. очолював кафедру загальної патології на медичному факультеті Новоросійського університету (нині — Одеський національний університет імені І. І. Мечникова), у 1913—16 та 1919—20 — декан медичного факультету там же, за сумісництвом у 1917–18 — завідувач кафедри гістології та ембріології; одночасно з 1916 року — директор Одеської бактеріологічної станції. За організацію боротьби з епідемією чуми в Одесі нагороджений орденом святої Анни 3-го ступеня (1910). Працюючи деканом медичного факультету багато зробив для реорганізації його спочатку в медичну академію, а згодом в медичний інститут. У 1922 переїхав до Грузії. У 1923—1955 — професор Тбіліського медичного інституту; одночасно (з 1944) керує відділом патофізіології та морфології нервової системи АН Грузинської РСР. Став основоположником грузинської наукової школи патофізіологів.
Володимир Васильович вніс значний внесок у вчення про капіляри, запалення, а також у розробку проблем фізіології і патології кровообігу. Ним опубліковано близько 70 робіт, присвячених питанням патофізіології, морфології, мікробіології, епідеміології, застосування методів статистики і кібернетики в медицині. У числі його численних учнів були О. О. Богомолець, П. О. Герцен, В. П. Філатов, С. М. Щасний, Г. Н. Сперанський, М. О. Ясиновський, А. М. Мелік-Меграбов та інші. Свою докторську дисертацію («До питання про мікроскопічну будову і фізіологічне значення надниркових залоз») О. О. Богомолець виконав у 1909 р. саме під керівництвом В. В. Вороніна. Йому О. О. Богомолець зобов'язаний і постійністю наукового інтересу до системи сполучної тканини.

## Цікавий факт
Володимир Васильович Воронін отримав премію імені О. О. Богомольца — свого учня.